# C/1927 A1 Blathwayt
C/1927 A1 (Blathwayt) è una cometa non periodica: è stata scoperta l'11 gennaio 1927 da Theodore Ballantyne Blathwayt da Braamfontein, sobborgo di Johannesburg. Questa cometa non ha nessuna particolarità degna di nota se non un incontro molto ravvicinato con il pianeta Giove nel marzo-aprile 1928, dovuto alla piccola MOID tra le orbite dei due corpi celesti.